# Gabriel Stokes
Gabriel Stokes o El Padre Gabriel es un personaje ficticio de la serie de cómics The Walking Dead y es por interpretado por el actor afro-estadounidense Seth Gilliam en la serie de televisión del mismo nombre. Es un sacerdote episcopal de Georgia que se ha aislado del mundo exterior desde el comienzo del brote, después de excluir a los demás miembros de su rebaño causando sus muertes. Él está luchando para aceptar la nueva realidad que enfrenta y su propia fe.

## Característica del personaje
Desde el inicio del apocalipsis, Gabriel se ha atrincherado en su parroquia, la Iglesia Episcopal de Santa Sara Episcopal. Había estado escondido dentro de los muros de la iglesia de los no muertos y sobreviviendo de los alimentos enlatados de la despensa de comida de la parroquia. Se revela que es viudo y que probablemente perdió a su esposa por la plaga de zombis. Sobrevivió durante varios meses solo en la iglesia rechazando a sus seguidores y a otros civiles cuando comenzaron los ataques de zombis, salvándolo de un conflicto interno. Como resultado consecuente, sin embargo, ahora siente un remordimiento extremo.

## Historia
El grupo se encuentra con Gabriel por primera vez después de que se hayan reunido luego del asalto del Gobernador a la prisión. Trae a Rick y al grupo a su iglesia, donde se quedan. Después de que Bob es secuestrado por un grupo caníbal, es mordido y pierde su pierna, es devuelto a la iglesia. Los caníbales los emboscan en la iglesia y Glenn queda herido; Gabriel entonces acompaña a Rick, Andrea y Abraham para que los encuentren y los maten. Posteriormente, se muestra horrorizado por la brutalidad que mostró el grupo de Rick. Esto pone en movimiento un sentimiento de gran terror hacia Rick como líder.
El grupo abandona la iglesia en poco tiempo. Cuando llegan a la Zona Segura de Alexandria, intenta convencer al líder Douglas Monroe para que desterren al grupo de esta nueva comunidad,  lo que demuestra su inutilidad mientras Douglas confía en ellos.  Desde este intento fallido, Gabriel ha aceptado a regañadientes la permanencia del grupo y desde entonces ha asumido su papel como el único reverendo santo de Alexandría, teniendo su propia capilla en la que regularmente realiza sermones para el ciudadanos, durante la invasión caminante este se armó de valor para ayudar a Rick y al grupo a purgar la comunidad y con el tiempo asume lo necesario para hacer lo correcto entre lo moral y lo brutal, en la guerra contra Negan solamente se dedicó a hacer misa y honores por los caídos. Durante la Guerra de los Susurradores, Gabriel está vigilando la torre de guardia y se da cuenta de los Susurradores junto con una gran manada de caminantes. Intenta salir de la torre para avisar a Alexandría, pero se cae y se rompe el tobillo. Mientras Gabriel pide ayuda, Beta, el líder de los Susurradores, lo desemboca, apuñalandole en el pecho y destripandolo matandolo en el acto y los caminantes se lo devoran.

## Adaptación de TV

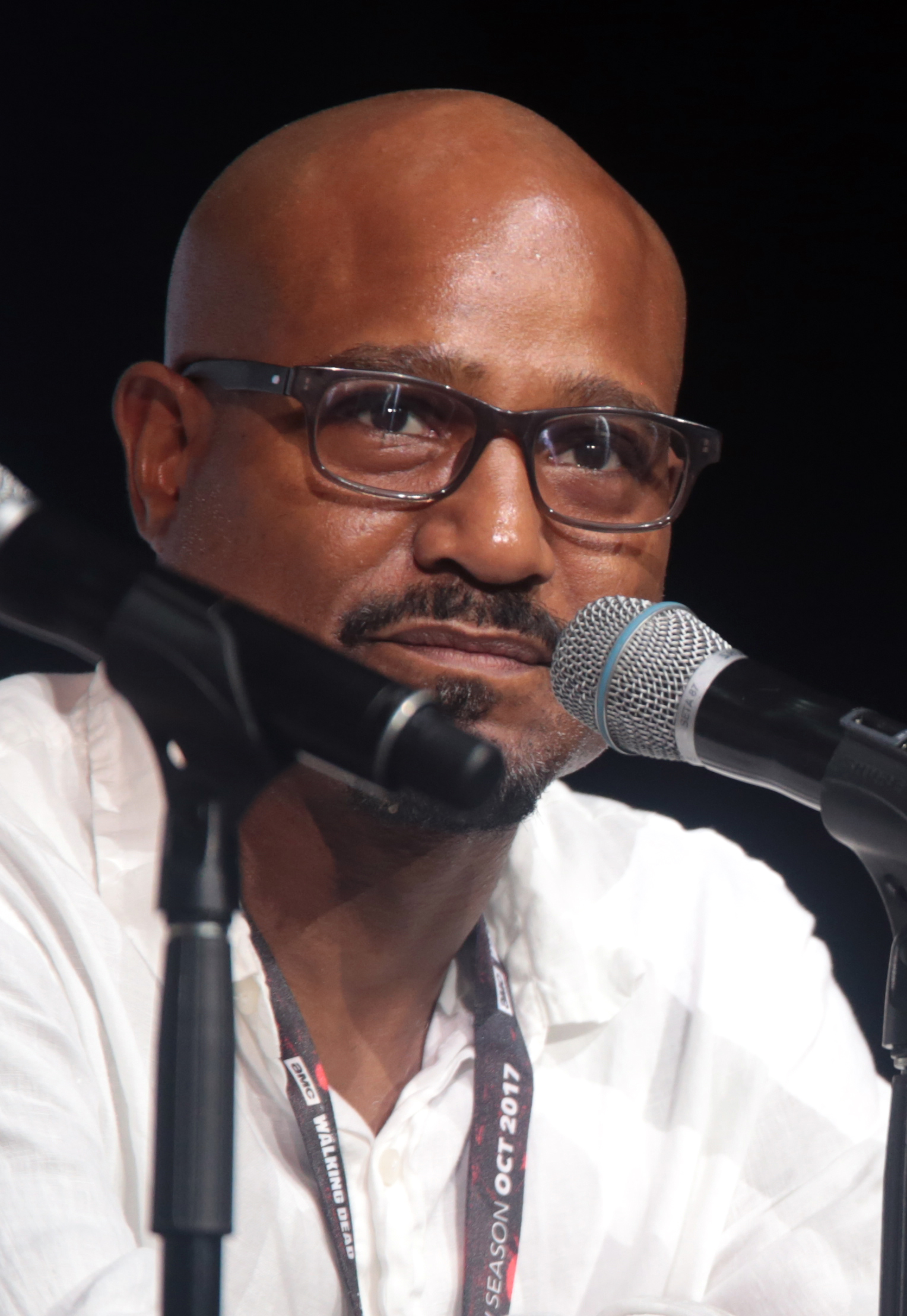
El actor afro-estadounidense Seth Gilliam fue elegido para interpretar al Padre Gabriel.

### Quinta Temporada (2014—15)
Gabriel aparece por primera vez en el episodio de la quinta temporada "Strangers". Se le escucha gritando por ayuda, y cuando el grupo de Rick llega, lo encuentran atrapado en la cima de una roca con tres caminantes que lo rodean. Matan rápidamente a los caminantes y Gabriel baja, agradeciéndoles después de vomitar. Después de ser buscado y responder a las preguntas de Rick, él les dice que tiene una iglesia cerca y los lleva de regreso a ella. Insiste en que está solo y lo ha estado desde que comenzó el brote, sobreviviendo de la comida del pueblo más cercano. Cuando les dice que no ha buscado en el banco de alimentos local, debido a que fue invadido, se le obliga a ir al banco de alimentos con Rick, Michonne, Bob y Sasha. Durante la carrera, entra en pánico cuando reconoce a uno de los caminantes en el sótano inundado, y casi muere antes de que Rick lo salve. Rick aclara de inmediato que no confía en Gabriel, aunque Carl cree que Rick está siendo demasiado duro con el sacerdote. Las sospechas de Rick aumentan cuando Gabriel admite haber "pecado" en el pasado, y Carl descubre rasguños en el exterior de las paredes de la iglesia, junto con la frase "Arderas por esto" escrita en la madera.
En el episodio "Four Walls and a Roof", cuando Sasha acusa a Gabriel de estar detrás de las desapariciones de Bob, Carol y Daryl, Rick agarra a Gabriel y le exige que confiese lo que hizo. Gabriel, soltando sollozos, revela que inmediatamente después del brote, cerró las puertas y ventanas de su iglesia y se negó a dejar entrar a nadie, incluso a miembros de su propia congregación, ya que fueron despedazados por los caminantes. Enterró sus huesos fuera de los terrenos de la iglesia, pero no obstante cree que está condenado al infierno por lo que hizo y le ruega a Rick que lo mate si lo está. Gabriel está claramente consternado por el uso de la violencia por parte del grupo cuando matan a los seis sobrevivientes de Terminus dentro de su iglesia.
En el episodio "Crossed", a pesar de su disgusto por el uso de armas, Carl convence a Gabriel para que elija un arma que Carl le enseñará a usar. Después de algunas reticencias, elige un machete. Sin embargo, se revela que en realidad está usando el machete para abrir las tablas del piso de su oficina para poder escapar usando un espacio debajo de la iglesia. En el final de la temporada mitad de temporada "Coda", Gabriel se dirige a la escuela primaria donde el difunto Bob dijo que los Cazadores se lo llevaron cuando se comieron su pierna. Después de encontrar el campamento de los Cazadores, incluyendo la pierna quemada de Bob y la Biblia de María, se horroriza por lo que el mundo a su alrededor se ha convertido. En ese momento, la manada de caminantes que quedó atrapada dentro de la escuela finalmente rompe las puertas de vidrio y comienza a perseguirlo. Él corre de regreso a la iglesia, solo para guiar a la horda caminante de regreso a la iglesia, lo que hace que la iglesia ya no sea segura cuando los caminantes rompen la puerta. Sin embargo, Abraham y su grupo regresan bloqueando a los caminantes rompiendo la entrada con un camión de bomberos. Gabriel es visto entre el grupo de Abraham cuando llegan a Atlanta, a tiempo para ver a Daryl llevando el cuerpo sin vida de Beth.
En el estreno de mitad de temporada "What Happened and What's Going On", se ve a Gabriel leyendo un pasaje de la biblia durante el funeral de Tyreese. En el episodio "Them", se ve a Gabriel hablando con una Maggie deprimida y diciéndole que entiende su dolor y que está ahí si alguna vez quiere hablar sobre Hershel y Beth. Maggie, en cambio, dice con frialdad que no sabe nada sobre su dolor y que no conoce a Hershel ni a Beth, lo que revela la cobardía de Gabriel al esconder y excluir a los miembros de su rebaño de la iglesia. Después de que Sasha mata a un grupo de perros que se prepararon para atacar al grupo y luego de asarlos para el consumo, Gabriel se quita el collar y lo arroja al fuego. Poco después llueve, y él se arrepiente después de quemarlo, diciendo: "Lo siento, mi Señor ...". En el episodio "The Distance", Gabriel viaja y llega a la zona segura de Alexandría con el resto del grupo.
En el episodio "Remember", se ve a Gabriel entrando a Alexandria. En el episodio "Spend", El Padre Gabriel aparece en la capilla improvisada, organizando emocionalmente páginas de una Biblia. Gabriel luego fue a la casa de Deanna y se trata de la convención de Rick y todo el grupo son malvados y que son lobos disfrazados de ovejas y la comunidad de Alexandría. Él dice que debe actuar pero que demasiado pronto. Maggie escucha su súplica a Deanna pero ella permanece oculta y no da a conocer su presencia.
En el final de temporada "Conquer", Gabriel aparece a las puertas de Alexandria cuando Spencer Monroe lo deja salir. Gabriel afirma que desea dar un paseo rápido y abandona la comunidad. Gabriel se acerca a un caminante distraído comiendo un humano medio muerto y lo llama diciendo: "¡Estoy listo!", Con la intención de dejar que el caminante lo mate. Luego se da cuenta de que el cadáver que comía el caminante se está moviendo, lo que indica que la persona todavía está viva, apenas. El caminante se gira y se acerca a él, y aunque sabía que no era humano, todavía le resultaba emocionalmente difícil matarlo. Él arranca su cabeza y la golpea con una roca, matándola. Luego se acercó al humano que sufría y también aplastó su cabeza, por piedad. Debido a esta prueba emocional, se rompe en la carretera y llora. Luego regresa a la comunidad donde Spencer le pregunta si su paseo fuera de la comunidad estuvo bien, Spencer le pregunta si puede cerrar la puerta y se aleja. Gabriel hace un intento poco entusiasta de cerrar la puerta, al no cerrarla correctamente. Por la noche, se niega a asistir a la reunión y en su lugar entra en la capilla. Encuentra a Sasha allí, solicitando orientación emocional, que él fríamente la niega. Luego se burla de ella sugiriendo que sus pecados causaron la muerte de Bob y Tyreese. Sasha, enojada, lo golpea y amenaza con matarlo, y él no está preocupado por eso. Maggie interviene y detiene a Sasha. Gabriel le dice que cometió un error al no dejar que Sasha lo matara. Maggie los convence a ambos para orar con ella.

### Sexta temporada (2015—16)
En el estreno de la temporada "First Time Again", el resto del grupo ya no confía en Gabriel, ya que se enteraron de su traición y lo miraron con desprecio, especialmente Rick, a pesar de los grandes esfuerzos de Gabriel por redimirse ayudando a todos por tratar de poner al grupo en contra hacía la gente de la comunidad de Alexandría. En el episodio "JSS", Gabriel se acerca a Carl, diciendo que ahora está listo para aprender a pelear. Después de algunas dudas, Carl acepta comenzar con un machete. Durante el ataque de Los Lobos, Gabriel logra confrontar y mantener a uno de los Lobos el tiempo suficiente para que Morgan lo rescate. En el episodio "Heads Up", se muestra a Gabriel colocando volantes para un sermón más tarde esa tarde, solo para que Rick los derribe. En el final de mitad de temporada "Start to Finish", Gabriel le da un buen uso a su entrenamiento de machete, derribando a varios caminantes mientras se refugia en la casa de Jessie junto con Rick, Carl, Deanna y Michonne (tras el colapso de la torre de guardia). Después de que el grupo tiene que disfrazarse con las tripas de caminante para llegar a la armería, Gabriel le dice a Rick que esta vez no correrá, independientemente de lo que suceda. Habiendo presenciado los esfuerzos de Gabriel como un miembro de confianza, Rick le dice "Lo sé".
En el estreno de mitad de temporada "No Way Out", Gabriel se ofrece a llevar a Judith a la seguridad de su iglesia. Rick se muestra reacio al principio, pero Gabriel promete hacerlo. Cuando Rick y su grupo se oponen a la manada, Gabriel reúne a los alexandrinos en su iglesia y se une a la lucha, matando a muchos caminantes. Han trascurrido dos meses después de la purga caminante, los muros de Alexandría se han ampliado para incluir una iglesia vecina, que Gabriel ahora usa como su propia iglesia. Cuando Rick y los demás viajan a la colonia de Hilltop con Paul "Jesus" Rovia, Rick originalmente planea dejar a Judith con Gabriel, ya que el párroco que se ha ganado completamente su confianza. En el episodio "Not Tomorrow Yet", Gabriel se une a la misión de asaltar el complejo de los Salvadores. Él y Rick se muestran bromeando durante el viaje, la animosidad entre ellos hace mucho tiempo. Gabriel permanece afuera durante el tiroteo para vigilar y ordena a un Salvador herido que deje caer su arma. Luego recita una pequeña oración antes de matar al Salvador y procede en fusilarlo. Gabriel es visto brevemente en el episodio "The Same Boat" observado por otro grupo de Salvadores que tienen cautivas a Carol y Maggie. En el episodio "Twice as Far" con el trascurrir de los días, Gabriel tomó un puesto como guardia y se mantuvo patrullando las calles de Alexandría, ante alguna amenaza salvadora. En el final de la temporada "Last Day on Earth", Rick deja a Gabriel a cargo de Alexandria para hacer guardia, antes de irse en la RV con Maggie y algunas otras hacia la colonia Hilltop.

### Séptima temporada (2016—17)
En el episodio "Service" poco después de que Negan comienza a preguntarle a Rick sobre Maggie y hable acerca de cómo le encantaría llevarla de regreso al Santuario, el Padre Gabriel se acerca furtivamente por detrás. Negan se asusta un poco cuando Gabriel se presenta y le pregunta si a Negan le gustaría presentar sus respetos a Maggie. Negan cuestiona el estado de Maggie, en el que tanto Gabriel como Rick lo llevan a la "tumba" de Maggie. Pronto escucharon un disparo, en el que Negan y Rick caminaron para investigar. Más tarde, Rick le agradece a Gabriel por lo que hizo, en el cual Gabriel insiste en que todavía hay fe para detener a los Salvadores. Rick le informa que no hay nada que puedan hacer, en el que Gabriel afirma que las cosas pueden cambiar, dando un ejemplo de cómo ambos son amigos ahora, y no solía ser así antes. Gabriel, junto con Rick y Carl, más tarde se presencia a un salvador llamado David acosando a Enid en las calles de Alexandría. En el episodio "Sing Me a Song", Gabriel, Spencer, Rosita y Eugene se preparan para buscar a los Salvadores. Gabriel insiste en que todos van en grupo, y Eugene está de acuerdo. Rosita y Eugene terminan yendo a la fábrica solos, mientras que Gabriel y Spencer salen en un auto. Tanto Gabriel como Spencer tienen una discusión, en la que Spencer pregunta si odiar a alguien es un pecado. Spencer le admite a Gabriel que odia a Rick. Gabriel expresa el hecho de que Rick lo ha inspirado, pero Spencer continúa afirmando que su familia era mejor dirigiendo a Alexandria. Spencer finalmente dice que espera que Rick no regrese con vida, lo que obliga a Gabriel a llamarlo "una tremenda mierda". Después de que Spencer detiene el auto, Gabriel sale y se dirige a Alexandria. En el final de mitad de temporada "Hearts Still Beating", Gabriel exhorta a Rosita a esperar en matar a Negan, insistiendo en hacerlo mucho más tarde cuando todos tengan la ventaja de enfrentarse a Negan. Más tarde, Gabriel, junto con muchos otros habitantes de Alexandría, es testigo de la muerte de Spencer Monroe y Olivia. Esa noche, Gabriel vigila mientras alguien lo observa a través de binoculares.
En el episodio estreno de mitad de temporada "Rock in the Road", Gabriel lee su biblia durante su turno de noche en la puerta de Alexandría. Él mira a la oscuridad, con una expresión de preocupación en su rostro, y deja su puesto. En la despensa, Gabriel llena apresuradamente cajas con comida y armas. Su biblia cae al suelo mientras hojea el registro de armas con manos temblorosas. Carga la caja en un coche y abandona Alexandria. Una figura oscura es visible en el asiento del pasajero. Rick y la mayoría de su grupo se encuentran con un grupo de sobrevivientes en su mayoría mujeres después de que Gabriel dejó la palabra "BARCO" en el registro de la sala de suministros, como una pista de su ubicación. En el episodio "New Best Friends", Rick exige a Jadis, en el depósito de chatarra, que le muestre dónde está Gabriel. Pronto, varios carroñeros sacan a Gabriel y cuando Jadis rechaza las solicitudes de Rick, se pierde una pelea. Gabriel agarra un cuchillo y amenaza con matar a Tamiel. Finalmente, Jadis le indica a los carroñeros que bajen sus armas. Más tarde, Gabriel observa a Rick caminar hacia el grupo con una sonrisa, explicando que tanto él como Jadis han llegado a un acuerdo. En el episodio "Say Yes," Rosita tiene una conversación muy dura con Gabriel en la iglesia. Ella le confiesa su intención de matar a Negan, y Gabriel se defiende pacientemente, explicando que el grupo la necesita. En el episodio "Something They Need", Gabriel se une a Rick, quien dirige a un pequeño grupo de alexandrinos hacia The Oceanside; una ubicación que Tara había encontrado antes. Una vez que llega el grupo, piden a los residentes que se unan a ellos y piden sus armas. Pronto, todos son atacados por caminantes, y el grupo, junto con algunos residentes, matan a todos los caminantes. Finalmente, el grupo se va con todas las armas. Cuando llegan a Alexandría, Rosita les dice que hay alguien allí. Ella los lleva hacia una habitación, donde Dwight los está esperando. Dwight le dice a Rick que los quiere ayudar, por lo que Rick apunta su arma hacia él y le dice que se arrodille. En el final de temporada "The First Day of the Rest of Your Life," se ve a Gabriel ayudando a repeler a los Salvadores, durante el ataque a Alexandria: una vez obtenida la victoria, ofició una misa durante el funeral de Sasha y estuvo presente cuando los tres líderes de las distintas comunidades —Alexandría, Hilltop y El Reino— declararon el inicio de una gran guerra contra sus opresores.

### Octava temporada (2017—18)
En el estreno de la temporada, "Mercy" Gabriel viaja al Santuario con Rick y todos para atacar a Negan y los Salvadores. Gabriel intenta abandonar el Santuario, pero luego ve a Gregory que necesita ayuda, por lo que le echa una mano, pero Gregory deja a Gabriel atrás al tomar su auto y marcharse. Gabriel se apresura a la seguridad para escapar de los caminantes y encontrar una casa de remolque. Dentro del remolque se encuentra con Negan, y la casa de remolque termina siendo rodeada por un abundante rebaño de caminantes. en el episodio "The Big Scary U" Gabriel aparece en la misma habitación que Negan, Negan da un discurso sobre cómo Rick mató a su gente y explica que ha matado a personas que lo merecían. Mientras Negan habla con Lucille, Gabriel toma su arma y trata de dispararle, luego se encierra en una pequeña área de almacenamiento dentro de la habitación y se niega a salir a menos que Negan confiese sobre su verdadera esposa. Una vez que Negan menciona que tenía una esposa real y no podía dejarla, se describió a sí mismo como "débil". Gabriel sale y Negan saca a un caminante de un agujero. Él y Gabriel luego se frotan las tripas y se dirigen afuera. Una vez que están afuera, comienzan a abrirse camino a través de la manada de caminantes, Gabriel tropieza con un caminante, y es salvado por Negan, y luego él salva a Negan a cambio. Finalmente llegan al lugar donde se reagrupan con los otros salvadores, Negan ordena a sus hombres que pongan a Gabriel en una celda, Eugene luego entra y llama a la puerta, la desbloquea y ve a Gabriel herido en el suelo. Eugene dice "tenemos que llevarte al Dr. Carson 2.0", Gabriel luego dice: "El Dr. Carson es de Maggie, necesitamos sacarlo de aquí". En el epìsodio "Time for After" Gabriel es visto en la enfermería del Santuario, siendo tratado por Harlan Carson. Le revela a Eugene que Gabriel tiene algunas infecciones y que necesitará más ayuda, le pide a Eugene que cuide de Gabriel mientras se dirige al mercado en busca de medicamentos y hierbas para tratar la infección de Gabriel. Gabriel busca agua y Eugene lo mira luchar un poco antes de ayudarlo a tomar una bebida. Gabriel le pregunta si Eugene lo va a ayudar a sacar al médico, pero Eugene insiste en que solo hace lo que es mejor para él. Gabriel le dice que tenga fe y confíe en sí mismo. "Es absurdo", le dice Eugene. Gabriel continúa su súplica, instando a Eugene a hacer lo correct, más tarde Eugene entra en la habitación de Gabriel y le dice que nunca lo ayudará a escapar y le dice que nunca se pondrá en riesgo. En el final de mitad de temporada "How It's Gotta Be" Gabriel es visto por primera vez en la cama del hospital cuando Eugene entra y revela que él permitirá que él y Harlan escapen. Eugene deja inactivo al guardia en la Puerta Norte y preparó un vehículo para que Harlan y Gabriel puedan llegar a Hilltop y Harlan puede hacerse cargo de Maggie. Gabriel le pide a Eugene que lo acompañe a la Colonia Hilltop, pero él se niega y Eugene "deja caer" la llave de la puerta, y Gabriel felicita a Eugene por hacer lo correcto.
En "Dead or Alive Or" un Gabriel enfermo se escapa con Harlan Carson por millas para llegar a una cabaña donde encuentran medicinas y la salud de Gabriel comienza a mejorar pero comienza a perder la vista de su ojo izquierdo, cuando Gabriel y Harlan se fueron alejando de la casa de campo Harlan cayo en una trampa para los lobos y se atasca con el pie lesionado cuando de repente aparecen los caminantes, pero Gabriel logra salvarlo y son capturados por los salvadores, en un intento de escape por parte de Harlan le cuesta la vida y Gabriel es llevado al santuario para trabajar en la fábrica de Eugene. En "Worth" Gabriel continúa ayudando en el puesto de avanzada de Eugene ayudando a hacer balas. Aunque Gabriel se está recuperando de su enfermedad, todavía está mayormente ciego y se ve obligado a usar una máscara para evitar que otros se enfermen. Eugene descubre que Gabriel ha estado manipulando las balas, lo que hará que se vuelvan contraproducentes y dañen a los usuarios. Gabriel explica que solo tenía la intención de hacerlos ineficaces para que nadie saliera herido y Eugene lo obliga a sentarse a un lado, luego de la breve captura de Eugene por Rosita y Daryl, él regresa lleno de nueva determinación y pone a Gabriel de nuevo en la bala. Línea de fabricación. Eugene le advierte a Gabriel que puede seguir las instrucciones esta vez "o puedes llorar y morir". En el final de la temporada "Wrath" Gabriel regresó al Santuario una vez que se crearon las balas y acompañó a Negan en su vehículo hasta el lugar donde iba a desatar la guerra para confesar lo que había hecho. hecho anteriormente. Confundido por la nueva actitud del hombre de querer matar a todos, dejando de lado su antigua ley de que las personas eran un recurso; Gabriel aprovechó el hecho de que un caminante bloqueaba su camino para escapar de sus captores y entrar en el bosque, aunque no pasó mucho tiempo antes de que Eugene y Laura lo capturaran y regresaran al vehículo. Negado a punta de pistola por Negan, Gabriel fue condenado a morir y se preparó para su fin cuando el villano contó mientras sus compañeros lo buscaban y afortunadamente, logró salvarse cuando todas las armas explotaron gracias a los planes de Eugene. Con la gran guerra terminada, Gabriel regresó a los restos de su iglesia, apoyándose en un bastón y finalmente entendió el propósito que Dios le había dado en la guerra.

## Casting
Se informó inicialmente que Gilliam se había unido al elenco en un rol desconocido en mayo de 2014. Durante el panel en Comic-Con San Diego se reveló que interpretaría a un miembro principal del cómic El Padre Gabriel.